# Pezé-le-Robert
Pour les articles homonymes, voir Pezé.
Pezé-le-Robert est une commune française, située dans le département de la Sarthe en région Pays de la Loire, peuplée de 346 habitants.
La commune fait partie de la province historique du Maine.

## Géographie
Pézé-le-Robert est situé dans le canton de Sillé-le-Guillaume et la chaine des Coëvrons.
Le col de la Source (243 m d'altitude, 2 km d'ascension pour une pente d'environ 5 % de moyenne) est situé dans la commune sur la D 173 en direction de Montreuil-le-Chétif.
| Mont-Saint-Jean | Montreuil-le-Chétif |                |
|                 | Pezé-le-Robert      | Vernie, Ségrie |
|                 | Crissé              |                |

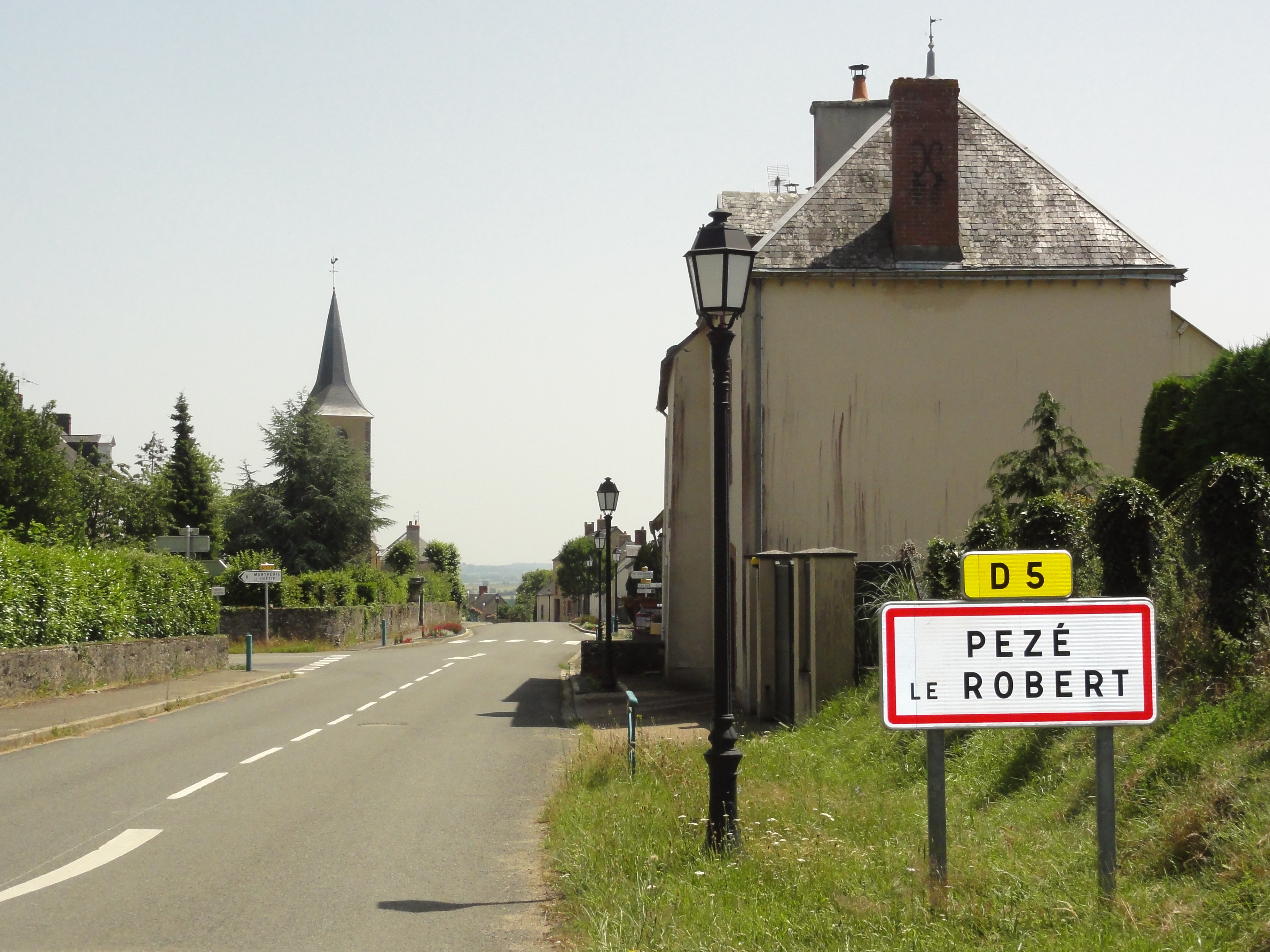
Entrée du bourg.
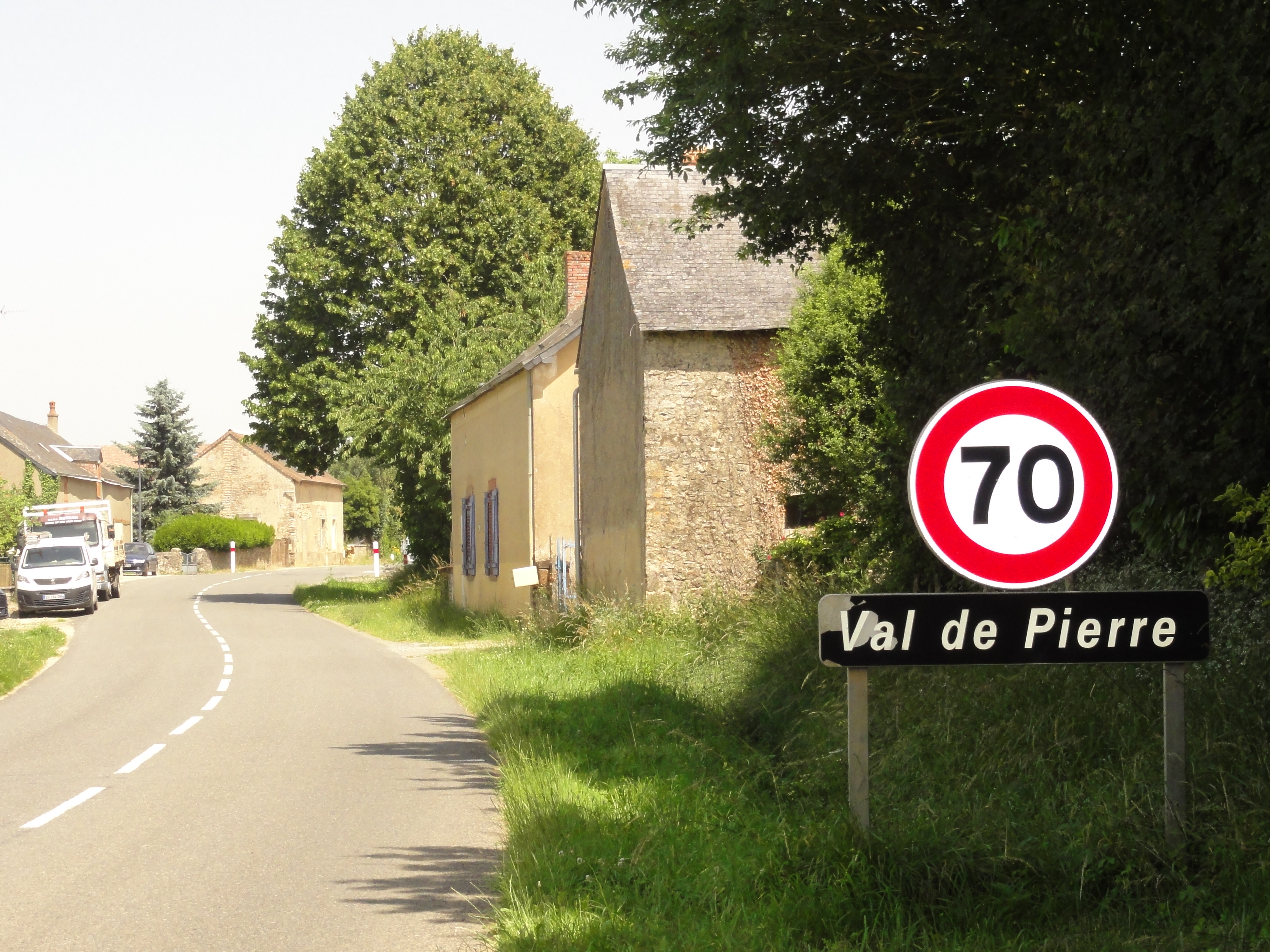
Entrée hameau Val-de-Pierre.
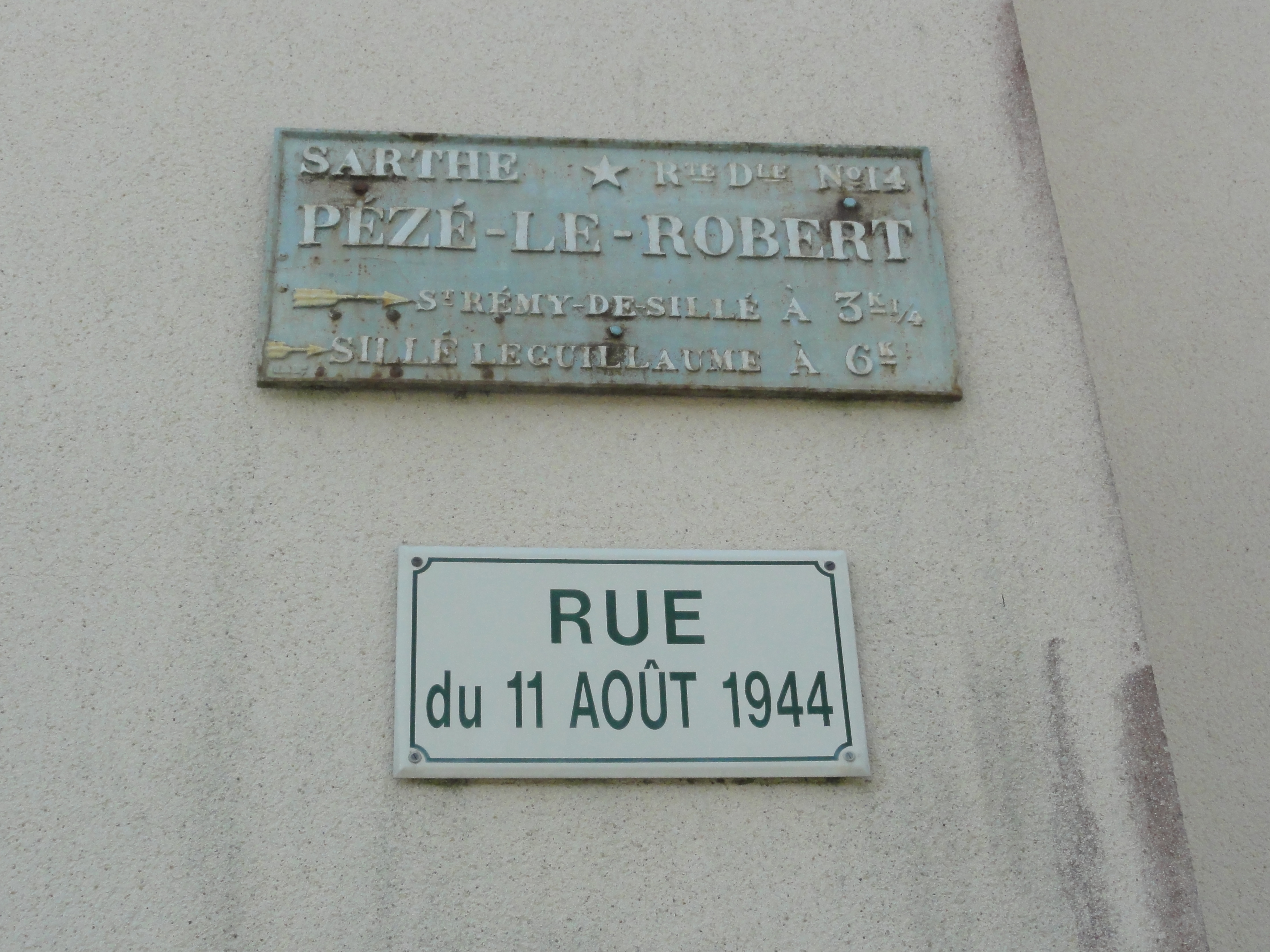
plaque de cocher.

### Climat
Pour des articles plus généraux, voir Climat des Pays de la Loire et Climat de la Sarthe.
En 2010, le climat de la commune est de type climat océanique dégradé des plaines du Centre et du Nord, selon une étude du CNRS s'appuyant sur une série de données couvrant la période 1971-2000. En 2020, Météo-France publie une typologie des climats de la France métropolitaine dans laquelle la commune est dans une zone de transition entre le climat océanique et le climat océanique altéré et est dans la région climatique  Moyenne vallée de la Loire, caractérisée par une bonne insolation (1 850 h/an) et un été peu pluvieux. 
Pour la période 1971-2000, la température annuelle moyenne est de 10,8 °C, avec une amplitude thermique annuelle de 14,3 °C. Le cumul annuel moyen de précipitations est de 763 mm, avec 12,4 jours de précipitations en janvier et 7,2 jours en juillet. Pour la période 1991-2020, la température moyenne annuelle observée sur la station météorologique de Météo-France la plus proche, « Saint Germain_sapc », sur la commune de Fresnay-sur-Sarthe à 11 km à vol d'oiseau, est de 11,9 °C et le cumul annuel moyen de précipitations est de 695,6 mm,. Pour l'avenir, les paramètres climatiques de la commune estimés pour 2050 selon différents scénarios d'émission de gaz à effet de serre sont consultables sur un site dédié publié par Météo-France en novembre 2022.

## Urbanisme

### Typologie
Au 1er janvier 2024, Pezé-le-Robert est catégorisée commune rurale à habitat dispersé, selon la nouvelle grille communale de densité à sept niveaux définie par l'Insee en 2022.
Elle est située hors unité urbaine. Par ailleurs la commune fait partie de l'aire d'attraction du Mans, dont elle est une commune de la couronne,. Cette aire, qui regroupe 144 communes, est catégorisée dans les aires de 200 000 à moins de 700 000 habitants,.

### Occupation des sols
L'occupation des sols de la commune, telle qu'elle ressort de la base de données européenne d’occupation biophysique des sols Corine Land Cover (CLC), est marquée par l'importance des territoires agricoles (66,8 % en 2018), une proportion sensiblement équivalente à celle de 1990 (66,9 %). La répartition détaillée en 2018 est la suivante : 
terres arables (34,7 %), forêts (33,2 %), prairies (24,1 %), zones agricoles hétérogènes (8 %). L'évolution de l’occupation des sols de la commune et de ses infrastructures peut être observée sur les différentes représentations cartographiques du territoire : la carte de Cassini (XVIIIe siècle), la carte d'état-major (1820-1866) et les cartes ou photos aériennes de l'IGN pour la période actuelle (1950 à aujourd'hui).

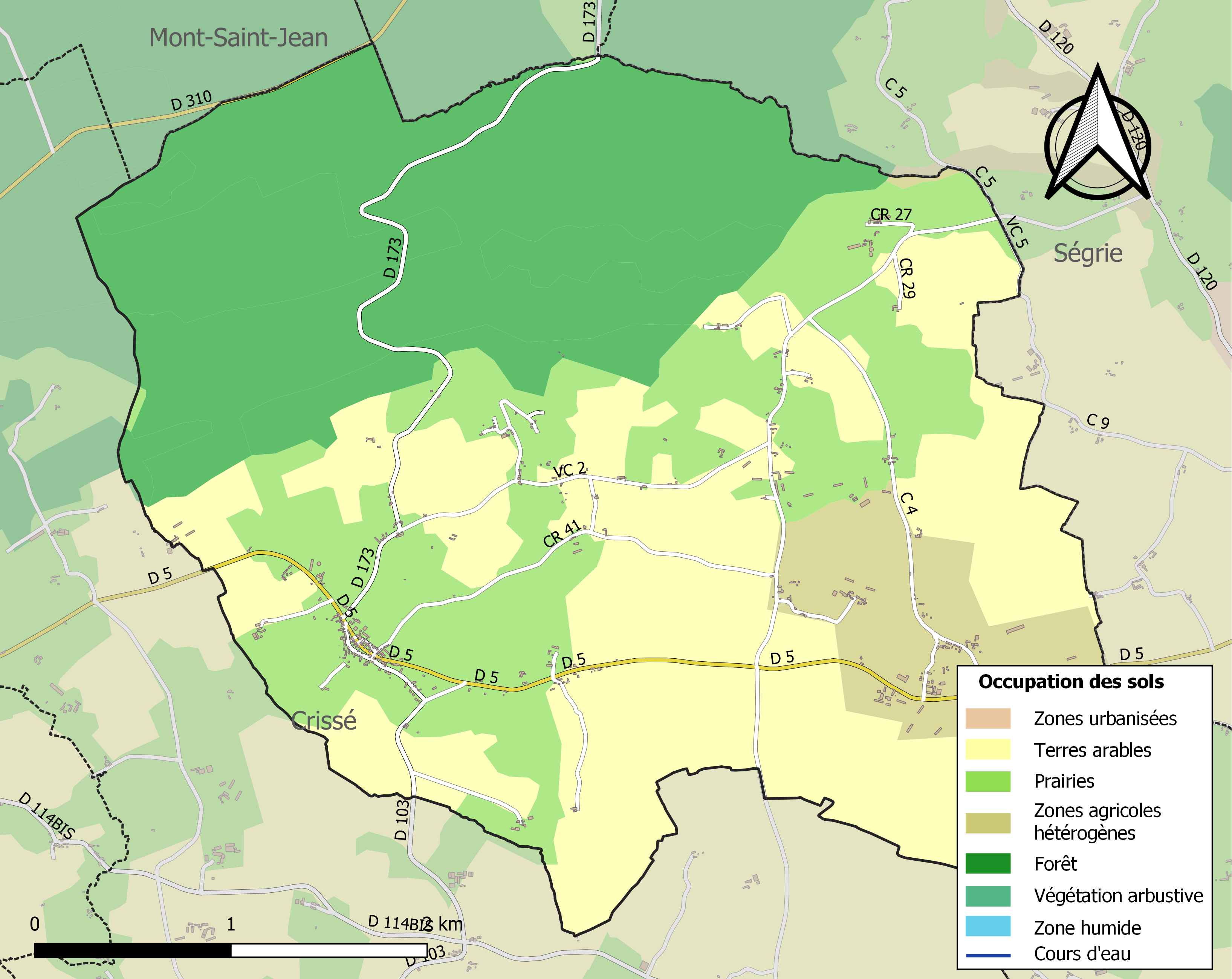
Carte des infrastructures et de l'occupation des sols de la commune en 2018 (CLC).

## Toponymie
Le nom de la localité est attesté sous la forme de Paciaco en 837[source insuffisante].
On a ici un toponyme issu de l'anthroponyme latin Paccius, suivi du suffixe -acum (francisé en -é). Le second terme fait probablement référence à un seigneur du village. En ancien français, l'article défini pouvait avoir l'usage de démonstratif : « Pezé, celui de Robert ».
Le gentilé est Pezéen.

## Politique et administration
| Période                                  | Période   | Identité         | Étiquette | Qualité                   |
| ---------------------------------------- | --------- | ---------------- | --------- | ------------------------- |
| ?                                        | mars 2001 | Robert Lemoine   |           |                           |
| mars 2001                                | mars 2014 | Christian Cochet | SE        |                           |
| mars 2014                                | mai 2020  | Roger Cochet     | SE        | Cadre retraité            |
| mai 2020                                 | En cours  | Pascal Lebreton  | SE-LREM   | Diagnostiqueur immobilier |
| Les données manquantes sont à compléter. |           |                  |           |                           |

## Démographie
L'évolution du nombre d'habitants est connue à travers les recensements de la population effectués dans la commune depuis 1793. Pour les communes de moins de 10 000 habitants, une enquête de recensement portant sur toute la population est réalisée tous les cinq ans, les populations de référence des années intermédiaires étant quant à elles estimées par interpolation ou extrapolation. Pour la commune, le premier recensement exhaustif entrant dans le cadre du nouveau dispositif a été réalisé en 2006.
En 2022, la commune comptait 346 habitants, en évolution de −7,49 % par rapport à 2016 (Sarthe : −0,25 %, France hors Mayotte : +2,11 %).
| 1793 | 1800  | 1806  | 1821  | 1831  | 1836  | 1841  | 1846  | 1851  |
| ---- | ----- | ----- | ----- | ----- | ----- | ----- | ----- | ----- |
| 966  | 1 000 | 1 097 | 1 171 | 1 120 | 1 102 | 1 061 | 1 059 | 1 035 |

| 1856  | 1861  | 1866 | 1872 | 1876 | 1881 | 1886 | 1891 | 1896 |
| ----- | ----- | ---- | ---- | ---- | ---- | ---- | ---- | ---- |
| 1 008 | 1 008 | 986  | 878  | 861  | 854  | 808  | 799  | 754  |

| 1901 | 1906 | 1911 | 1921 | 1926 | 1931 | 1936 | 1946 | 1954 |
| ---- | ---- | ---- | ---- | ---- | ---- | ---- | ---- | ---- |
| 735  | 753  | 730  | 628  | 625  | 570  | 551  | 512  | 505  |

| 1962 | 1968 | 1975 | 1982 | 1990 | 1999 | 2006 | 2011 | 2016 |
| ---- | ---- | ---- | ---- | ---- | ---- | ---- | ---- | ---- |
| 458  | 421  | 373  | 353  | 332  | 336  | 364  | 367  | 374  |

| 2021 | 2022 | - | - | - | - | - | - | - |
| ---- | ---- | - | - | - | - | - | - | - |
| 352  | 346  | - | - | - | - | - | - | - |

## Lieux et monuments
- l'église Saint-Martin.
- Le monument aux morts.
- La ferme du prieuré.
- La croix de cimetière.

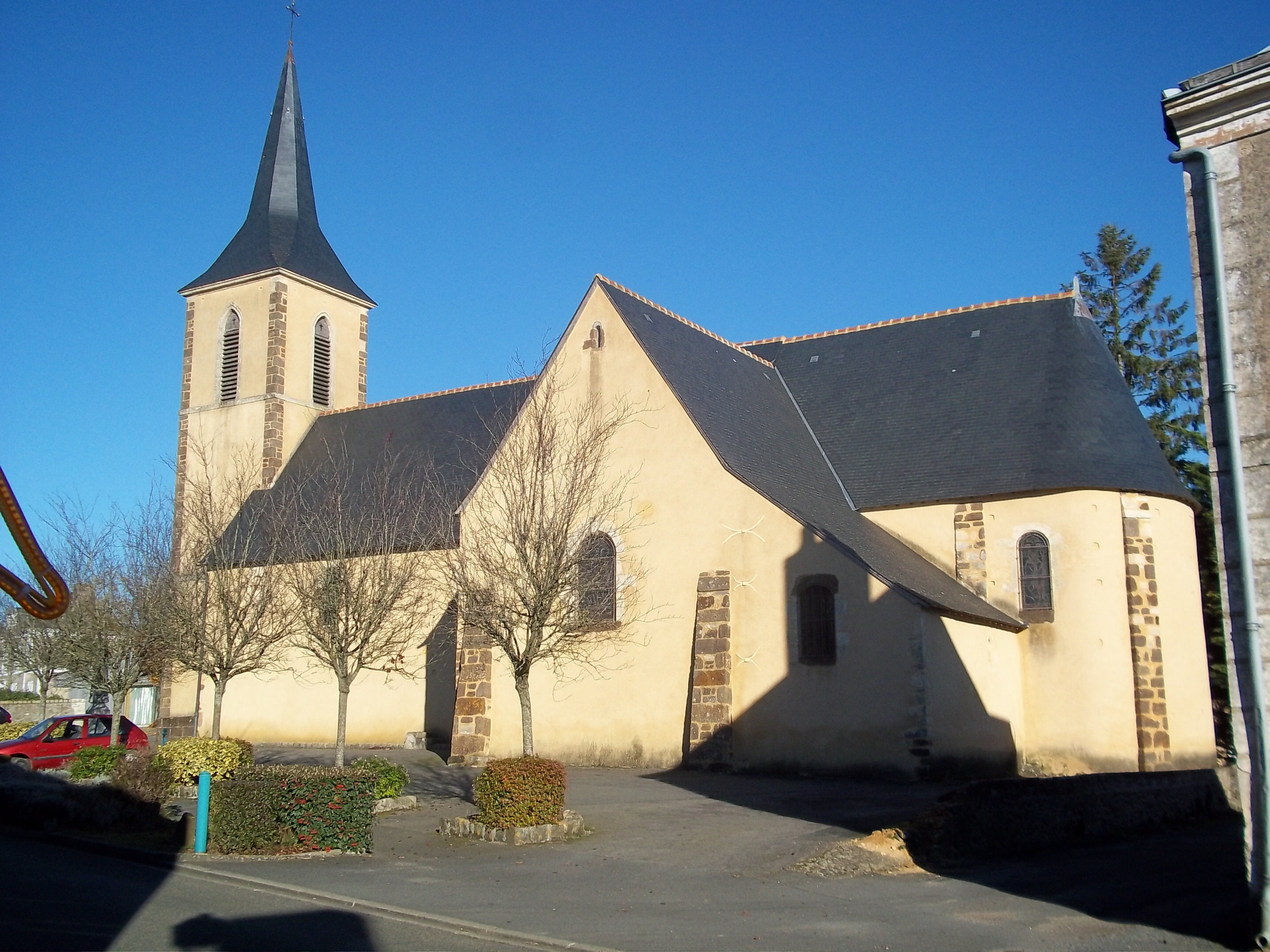
L'église Saint-Martin.
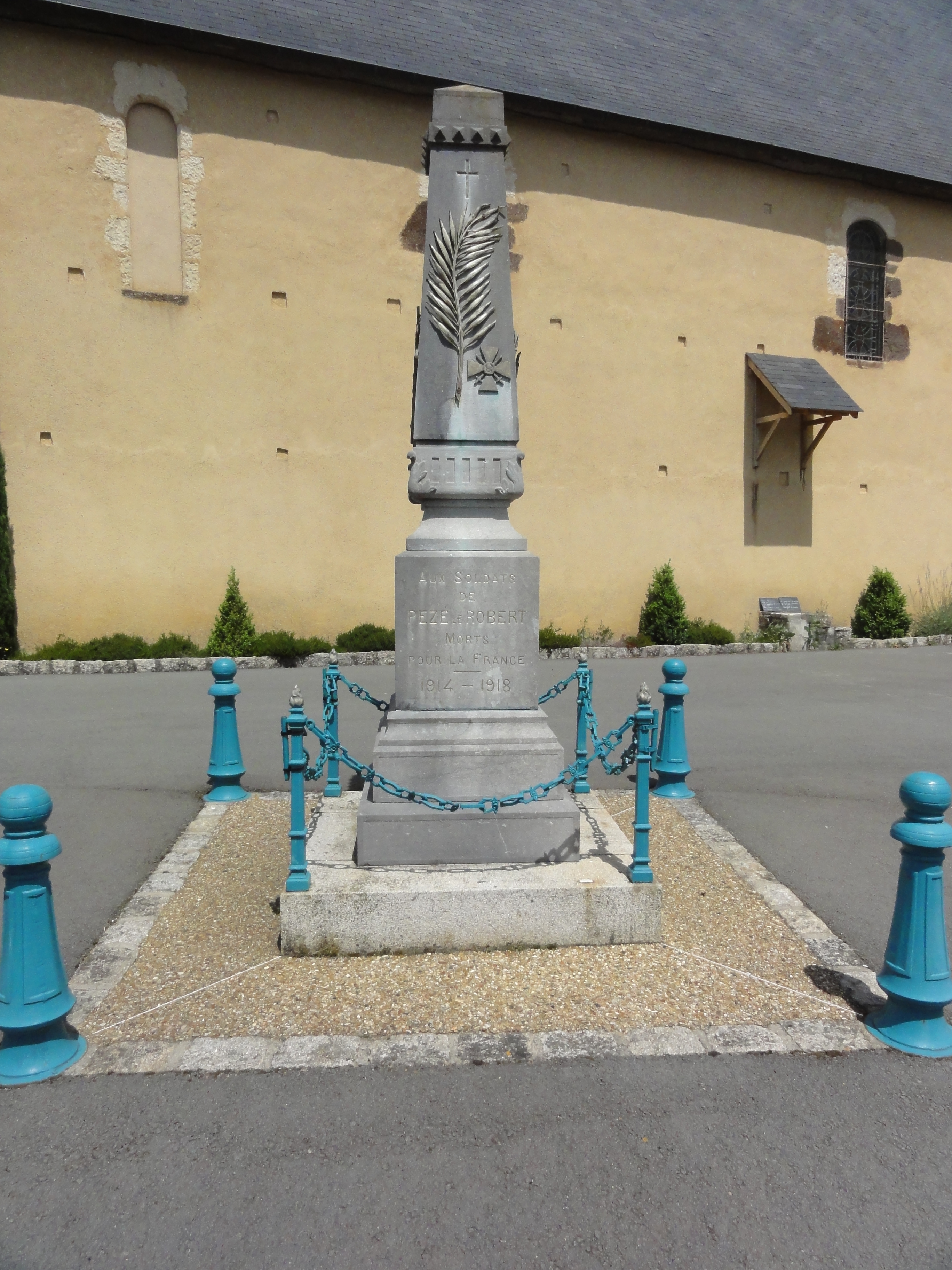
Monument aux morts.
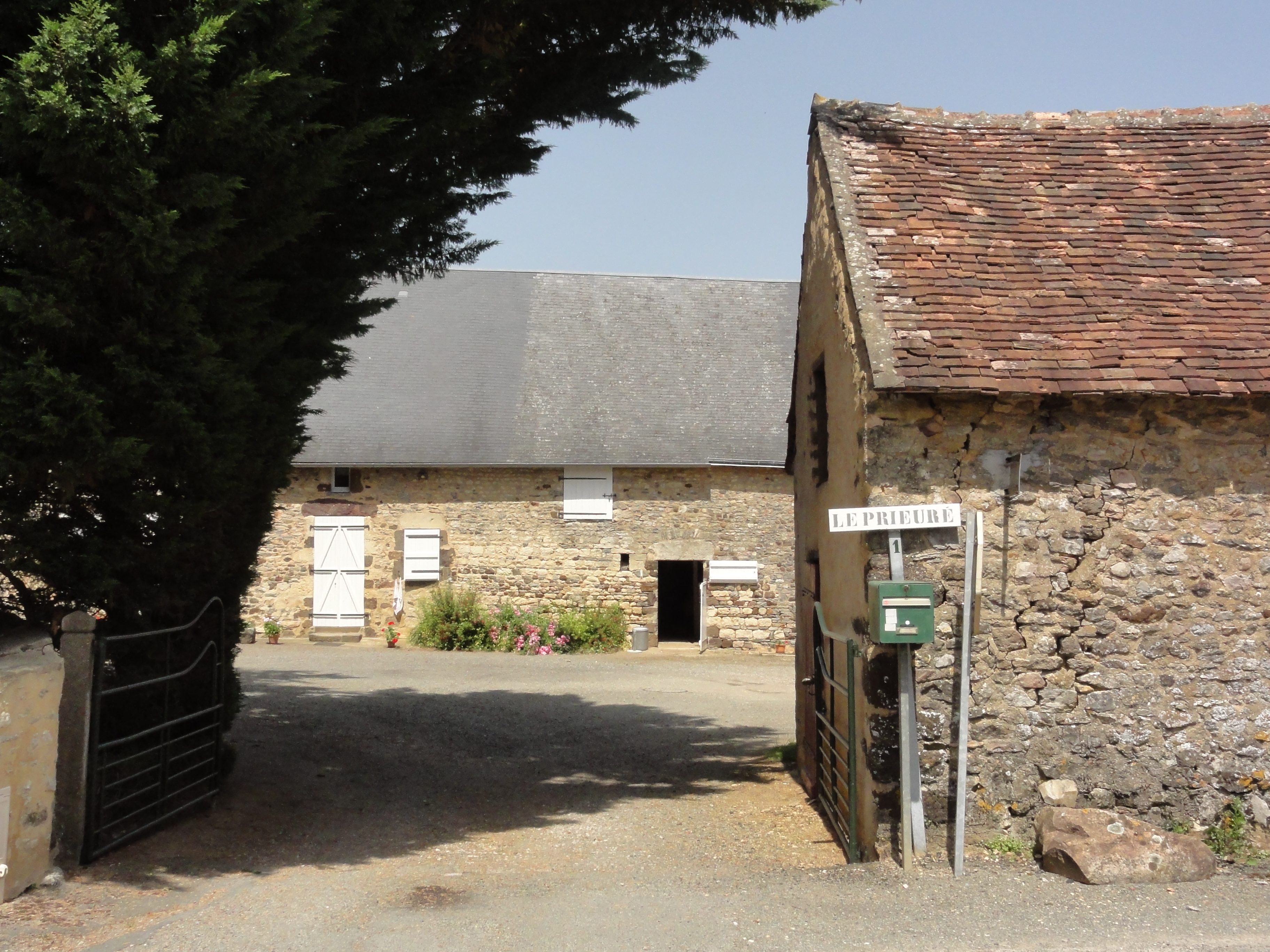
Ferme du prieuré.
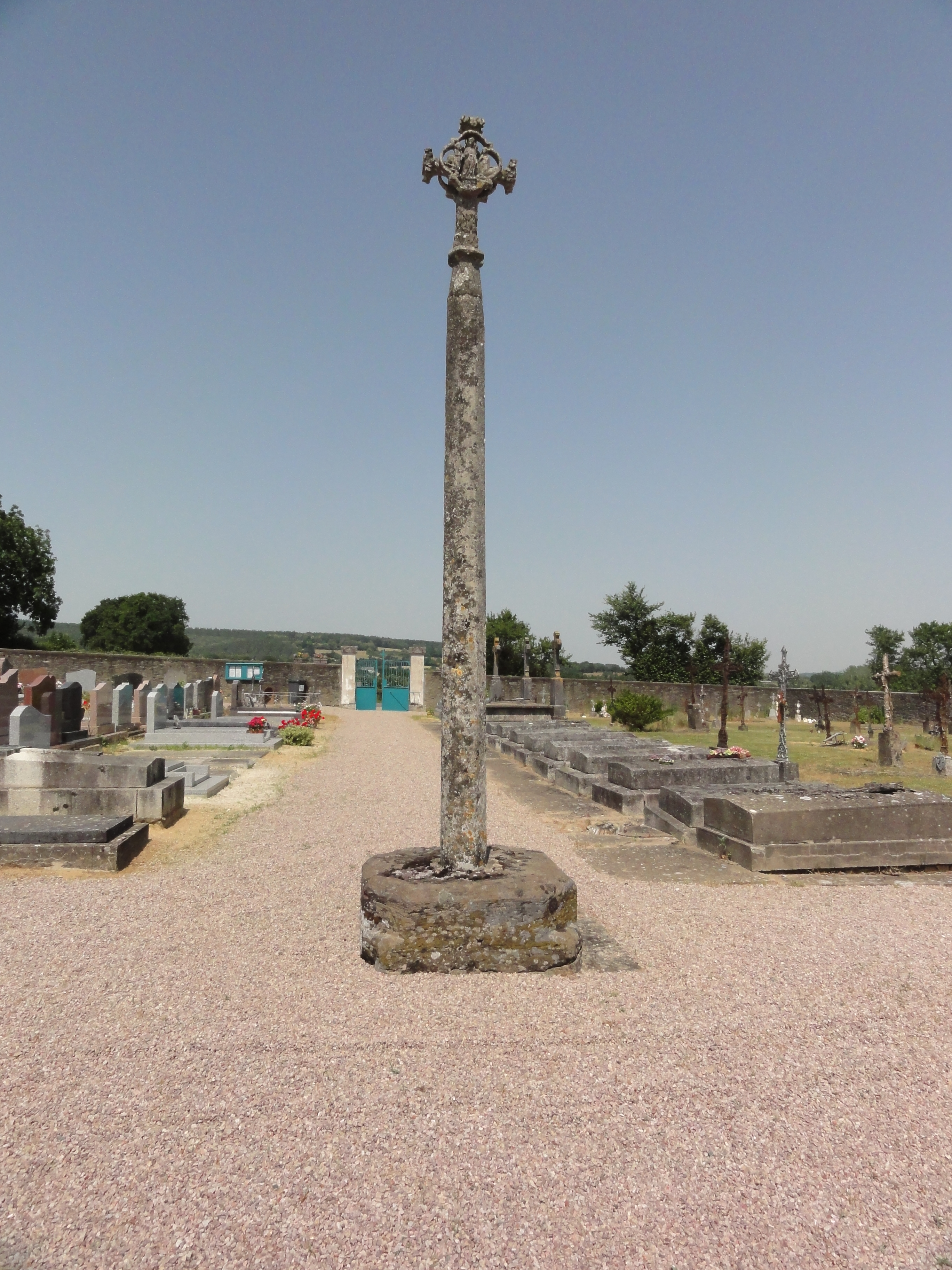
Croix de cimetière